# ديف بيك
ديف بيك (بالإنجليزية: Dave Beck)‏ هو نقابي أمريكي، ولد في 16 يونيو 1894 في ستوكتون في الولايات المتحدة، وتوفي في 26 ديسمبر 1993 في سياتل في الولايات المتحدة.

## وصلات خارجية
- ديف بيك على موقع مونزينجر (الألمانية)